# Liste der Schutzgebiete in Grönland
Diese Aufstellung listet alle offiziell ausgewiesenen Schutzgebiete in Natur- und Landschaftsschutz (wie z. B. Naturschutzgebiete, Landschaftsschutzgebiete, Nationalparks etc.) in Grönland auf (Stand 17. September 2017). Die Aufstellung folgt der Common Database on Designated Areas der Europäischen Umweltagentur (EEA).
| Schlüssel- nummer | Gebietstyp        | Gebietsname                                            | CDDA-Sitecode | IUCN-Kategorie | Fläche in ha | Koordinaten                  | Jahr der Ausweisung | Bild |
| ----------------- | ----------------- | ------------------------------------------------------ | ------------- | -------------- | ------------ | ---------------------------- | ------------------- | ---- |
|                   | Nationalpark      | Nationalparken i Nord- og Østgrønland                  | 650           | II             | 97.200.000   | 77° 16′ 12″ N, 32° 55′ 48″ W | 1974                |      |
|                   | Wildnisgebiet     | Ilulissat Isfjord                                      | 349716        | Ib             | 402.400      | 69° 7′ 48″ N, 49° 30′ 0″ W   | 2003                |      |
|                   | Naturschutzgebiet | Kitsissunnguit / Grønne Ejland                         | 349717        | IV             | 7.070        | 68° 46′ 12″ N, 51° 45′ 36″ W | 2008                |      |
|                   | Wildnisgebiet     | Arnangarnup Qoorua / Paradisdalen                      | 349718        | Ib             | 9.190        | 66° 30′ 0″ N, 51° 27′ 0″ W   | 1989                |      |
|                   | Wildnisgebiet     | Austmannadalen                                         | 349719        | Ib             | 59.820       | 64° 12′ 0″ N, 49° 54′ 0″ W   | 2008                |      |
|                   | Naturdenkmal      | Akilia                                                 | 349720        | III            | 150          | 63° 57′ 0″ N, 51° 39′ 36″ W  | 1998                |      |
|                   | Wildnisgebiet     | Melville Bay                                           | 4768          | Ib             | 1.050.000    | 76° 4′ 0″ N, 58° 55′ 0″ W    | 1977                |      |
|                   | Naturdenkmal      | Uunartoq                                               | 349722        | III            | 605          | 60° 30′ 36″ N, 45° 19′ 48″ W | 2005                |      |
|                   | Wildnisgebiet     | Qinnguadalen, Qinngeq Kujalleq, Tasersuaq und Kuussuaq | 349723        | Ib             | 3.010        | 60° 16′ 12″ N, 44° 31′ 12″ W | 2005                |      |
|                   | Wildnisgebiet     | Klosterdalen                                           | 390672        | Ib             | 2.200        | 60° 15′ 36″ N, 44° 17′ 24″ W | 1970                |      |
|                   | Wildnisgebiet     | Arktisk station                                        | 349724        | Ib             | 207          | 69° 15′ 0″ N, 53° 31′ 12″ W  | 1986                |      |
|                   | Naturdenkmal      | Ivittuut und Kangilinnguit                             | 349.721       | III            | 57.330       | 61° 12′ 0″ N, 48° 0′ 36″ W   | 2010                |      |